# Rune Gustafsson (athlétisme)
Rune Gustafsson (né le 1er décembre 1919 et mort le 25 juin 2011) est un athlète suédois spécialiste du 800 mètres. 

## Biographie

### Palmarès
| Date | Compétition           | Lieu | Résultat | Performance  |
| ---- | --------------------- | ---- | -------- | ------------ |
| 1946 | Championnats d'Europe | Oslo | 1er      | 1 min 51 s 0 |

### Records
| Épreuve    | Performance  | Lieu  | Date         |
| ---------- | ------------ | ----- | ------------ |
| 800 mètres | 1 min 50 s 0 | Malmö | 27 août 1946 |